# Христофор (Смирнов)
Єпископ Христофор (в миру Феодор Олексійович Смирнов; 8 лютого 1842, село Вішки, Юхновський повіт, Смоленська губернія — 1921) — російський, литовський та український релігійний діяч. Духовний письменник. Магістр богослов'я.
Єпископ Російської православної церкви (безпатріаршої). В Україні — випускник Київської духовної академії 1869; єпископ Подільський і Брацлавський РПЦ (б) (1900—1903).

## Біографія
Народився в сім'ї диякона Смоленської єпархії РПЦ, білоруського походження. Початкову освіту отримав в Смоленській духовній семінарії. 1869 закінчив Київську духовну академію.
2 грудня 1870 затверджений у ступені магістра богослов'я.
З 30 січня 1871 року — доцент Київської духовної академії з археології та літургіки. З 28 жовтня 1877 — екстраординарний професор.
27 березня 1883 пострижений у чернецтво.
13 квітня висвячений у сан ієродиякона, 14 квітня — у сан ієромонаха.
3 червня призначений ректором Тамбовської духовної семінарії, а 17 липня возведений у сан архімандрита.
З 13 червня 1885 року — ректор Віфанської духовної семінарії.
З 30 липня 1886 — ректор Московської духовної академії.
25 травня 1887 хіротонізований у Троїце-Сергієвій Лаврі в єпископа Волоколамського, вікарія Московської єпархії.
Залишив після себе ряд невирішених проблем: професура висловлювала своє невдоволення тим, що діяльність колишнього ректора порушувала сформовану раніше атмосферу; студентству не приділялося належної уваги, що призводило до випадків аморальної поведінки.
13 грудня 1890 звільнений від управління єпархією і ректорства і призначений керуючим Воскресенського Новоієрусалимського монастиря.
З 19 грудня 1892 року — єпископ Ковенський, вікарій Литовської єпархії.
З 6 червня 1897 року — єпископ Єкатеринбурзький і Ірбітський.
З 29 березня 1900 року — єпископ Подільський і Брацлавський.
З 26 листопада 1903 року — єпископ Уфимський і Мензелинський.
17 жовтня 1908 звільнений на спокій через хворобу, згідно з проханням, з місцеперебуванням у Вяземському Спасо-Предтеченському монастирі Смоленської єпархії.
Учасник Помісного собору Російської православної церкви 1917–1918 років.

## Праці
- «Богослужение апостольского времени». «ТКДА» 1873, № 4.
- «Апокалипсис, как литургический памятник апостольской эпохи». «ТКДА» 1874, № 10.
- «Происхождение и литургический характер таинств». «ТКДА» 1874, № 12, 1875, № 1.
- «Богослужение христианское со времени апостола до IV века». Киев, 1876.
- «Учение древней церкви о Лице Господа Иисуса Христа». (До первого Вселенского собора). Тамбов, 1885.
- «К Божией Правде». Петроград.
- «Св. Афанасий сидящий, Патриарх Константинопольский». «Русск. Паломн.» 1915, № 38, с. 604—605.
- «Древне-христианская иконография, как выражение древне-церковного веросознания». М. 1887. «Прав. Обозрен.» 1886.
- «Образ Иисуса Христа». М. 1887. «Твор. Св. Отцев», 1886.
- «Жизнь Иисуса Христа в памятниках древне-христианской иконографии». М. 1887.
- «Иконография у дохристианских народов». М. 1887.
- «Происхождение и значение праздника Рождества Христова». Киев, 1887.
- «Общий взгляд на историю церковной иконографии».
- «Описание коллекции древних русских икон, приобретенных церковно-археологическим обществом для церковно-археологич. музея при Киевской духовной академии в 1875 году покупкою у Моск. почетн. гражд. Сорокина». Вып. 1-й, Киев, 1883.
- «Гимн Климента Александрийского».
- «Предостережение св. Иустина Философа». «Рус. Паломн.» 1916.
- «Спасительный голос». «Воскр. Благ.» 1905, № 10, с. 1.
- «Совершишася». «Воскр. Благ.» 1905, № 12, с. 6.
- «Евхаристия». «Воскр. Благ.» 1905, № 13, с. 1.
- «О молитве». «Воскр. Благ.» 1905, № 14, с. 11.
- «Царство Христово». «Воскр. Благ.» 1905, № 15, с. 1.
- «Господи, кто верова слуху нашему». «Воскр. Благ.» 1905, № 15, с. 15.
- «Поминайте Воскресшего Господа». «Воскр. Благ.» 1905, № 16, с. 1.
- «Блажени не видевши и веровавше». «Воскр. Благ.» 1905, № 17, с. 1.
- «Беседа Иисуса Христа с женою Самарянкой». «Воскр. Благ.»1905, № 20, с. 1.
- «Наше призвание». «Воскр. Благ.» 1905, № 21, с. 4.
- «О путях и судах Божиих» «Воскр. Благ.» 1905, № 22, с. 1.
- «Великое чудо». «Воскр. Благ.» 1905, № 23, с. 8.
- «Путь Христо» «Воскр. Благ.» 1905, № 24, с. 1.
- «Не отлучайтесь от Иерусалима» «Воскр. Благ.» 1905, № 25, с. 1.
- «Закон и благодать» «Воскр. Благ.» 1905, № 26, с. 1.
- «Чадо света» «Воскр. Благ.» 1905, № 27, с. 1.
- «О Церкви Христовой» «Воскр. Благ.» 1905, № 28, с. 10.
- «Преображение Господа и человеческая жизнь». «Воскр. Благ.»1905, № 31, с. 1
- «Неверие — погибель народ». «Воскр. Благ.» 1905, № 32, с. 1.
- «Благодать Божия» «Воскр. Благ.» 1905, № 35, с. 1.
- «Начало христианских праздников». «Воскр. Благ.» 1905, № 36, с. 1.
- «Разумное служение» «Воскр. Благ.» 1905, № 38, с. 1.
- «Покров Пресвятыя Богородицы» «Воскр. Благ.» 1905, № 39, с. 1.
- «Бодрствуйте» «Воскр. Благ.» 1905, № 39, с. 13.
- «В чём счастье» «Воскр. Благ.» 1905, № 41, с. 1.
- «Прекраса неправды» «Воскр. Благ.» 1905, № 44, с. 1.
- «Об исполнении обязанностей» «Воскр. Благ.» 1905, № 45, с. 1.
- «На чём строить жизнь» «Воскр. Благ.» 1905, № 46, с. 1.
- «Мир с миром или со Христом» «Воскр. Благ.» 1905, № 47, с. 1.
- «Заветы узника» «Воскр. Благ.» 1905, № 48, с. 1.
- «Что сотворю?» (Слово в неделю 26-ю по Пятидесятнице). «Воскр. Благ.» 1905, № 49, с. 1.
- «На зов Божий» «Воскр. Благ.» 1905, № 50, с. 1.
- «С Богом ли мы?» (Слово в день Рождества Христова) «Воскр. Благ.» 1905, № 52, с. 1.
- «Два слова при освящении церквей». (Из «Литовских Епарх. Вед.» Вильно 1894 г.). «Церк. Вестн.» 1895, № 37, с. 1182.